# Jan Schüler

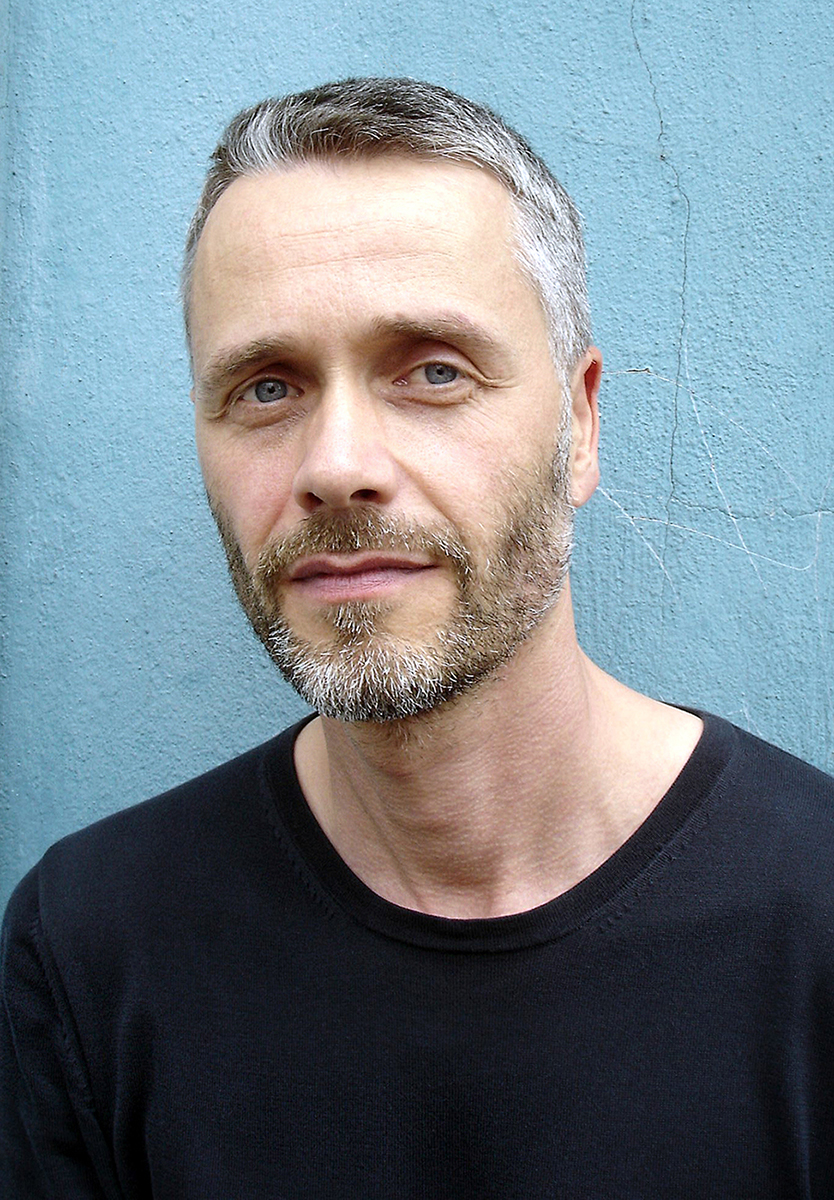
Jan Schüler 2008

Jan Schüler (* 9. Januar 1963 in Gießen) ist ein deutscher Maler und Grafiker.

## Leben

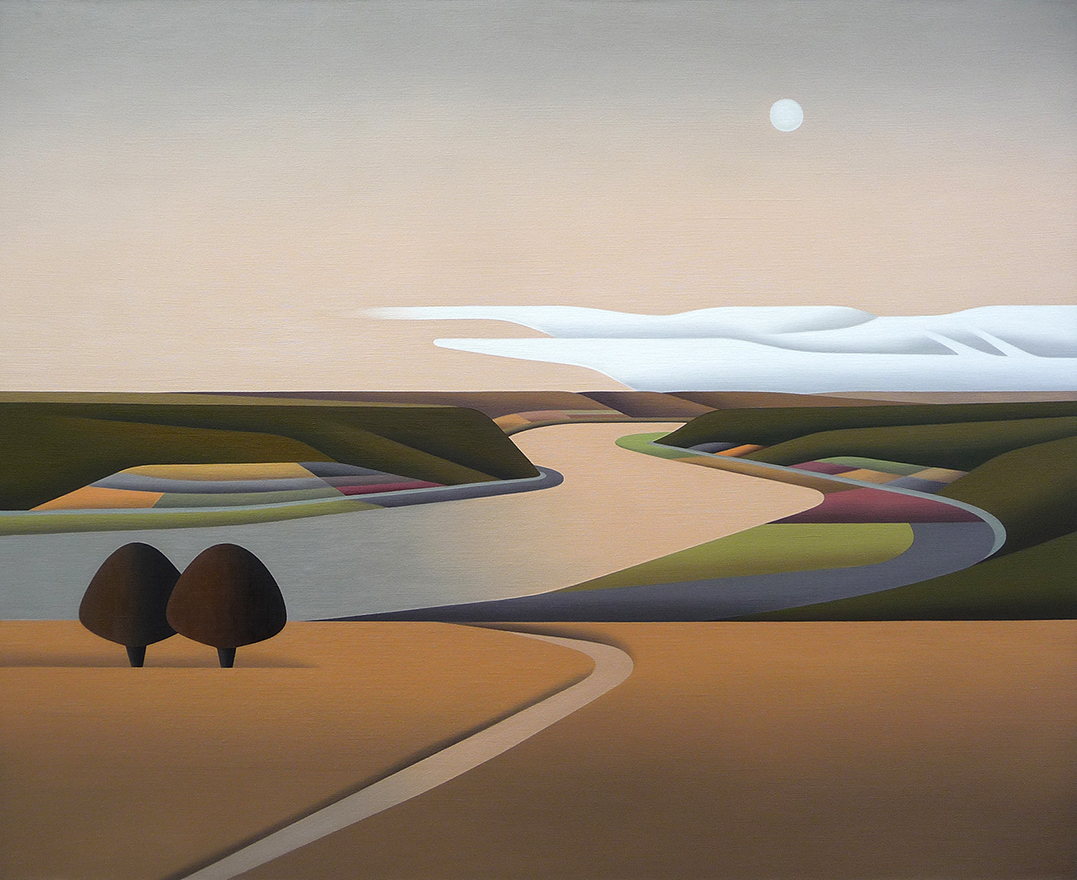
Jan Schüler, Herbstabend am Rhein, 2019

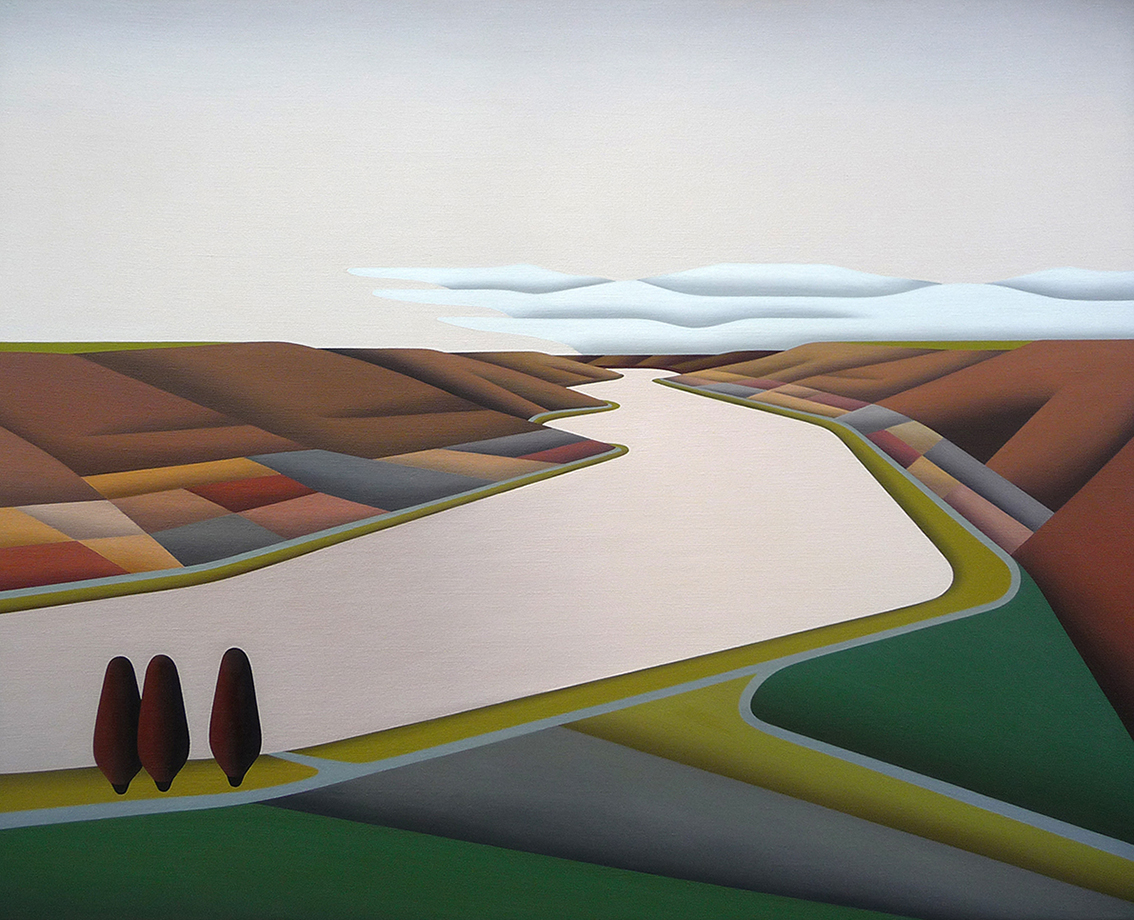
Jan Schüler, Sommerabend am Rhein, 2019

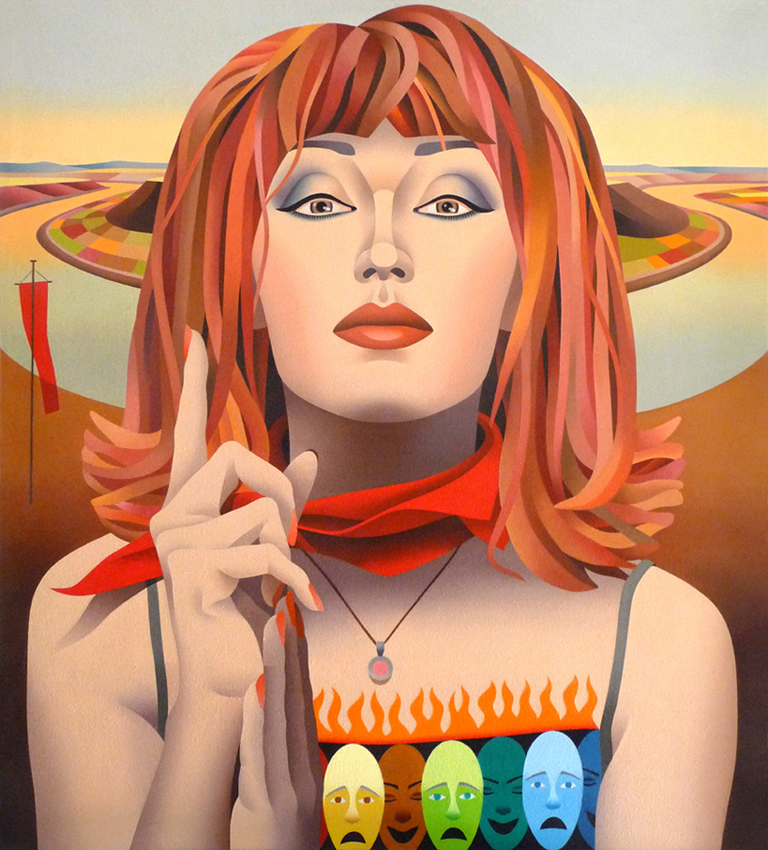
Jan Schüler, Große Welt: Amanda an der Rheinschleife bei Boppard, 2000

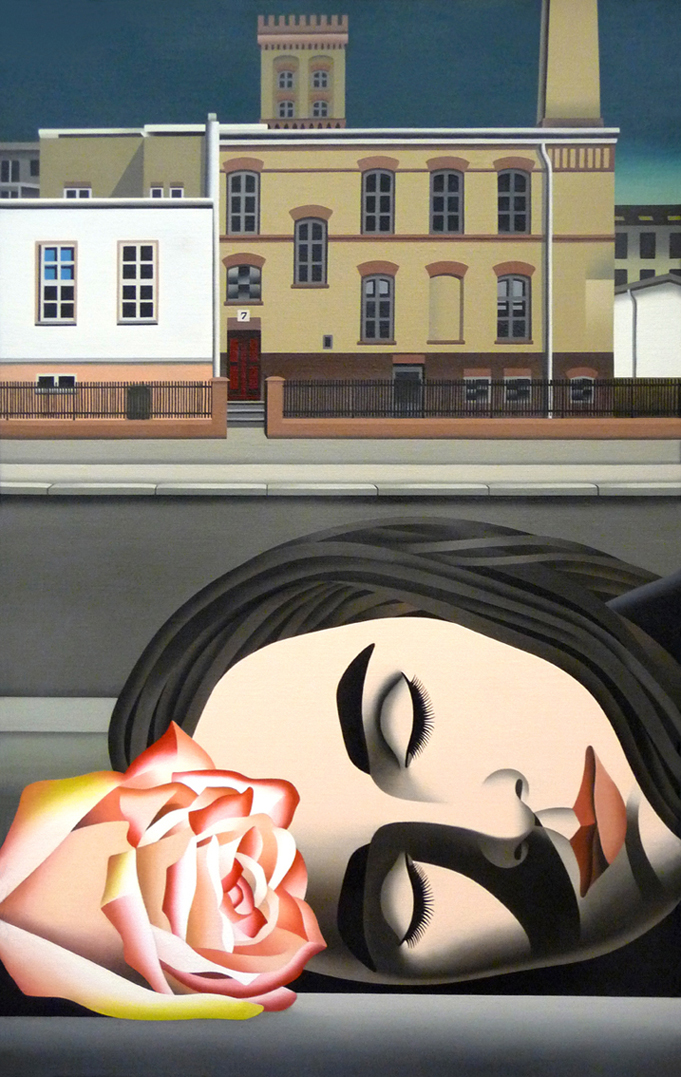
Jan Schüler, Belziger Straße, 1968 (Maina), 2012

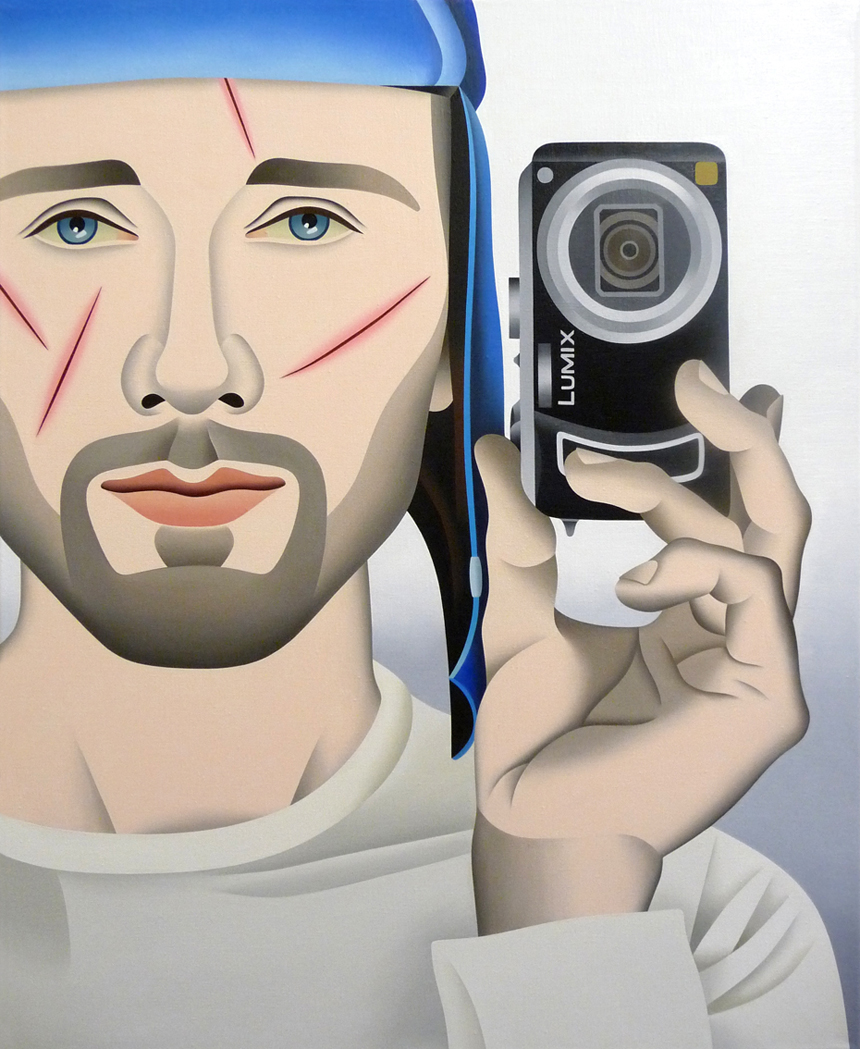
Jan Schüler, Zwischenbilanz I, 2011

Die Eltern Schülers waren der Buchhändler und Verleger Gideon Schüler (* 1925 in Eschwege; † 2017 in Friedberg) und die Malerin und Lehrerin Renate Schüler-Lamert (* 1939 in Niesky; † 2006 in Dortmund). Seine Schwester Saskia ist ebenfalls künstlerisch tätig.
Nach dem Abitur an der Liebigschule Gießen 1982 studierte Schüler von 1983 bis 1985 Kommunikationsdesign an den Fachhochschulen in Mainz und Düsseldorf. Von 1985 bis 1993 studierte er Malerei an der Kunstakademie Düsseldorf bei Rissa und als Meisterschüler bei Fritz Schwegler. Während des Studiums trat Schüler auch als Sänger auf, zusammen mit Justus Köhncke. 1996 erhielt er den Förderpreis für Bildende Kunst der Stadt Düsseldorf und 2010 den Jurypreis der Ausstellung Miraculum lucis vom Kunstverein Langenfeld. Ab 2011 hielt Schüler Vorträge über das Leben und Werk von Maina-Miriam Munsky, wie im Mönchehaus Museum Goslar, der Kunststiftung Poll, Berlin, der Kunsthalle Gießen oder der Berlinischen Galerie. Nach mehrjähriger Recherche veröffentlichte er 2013 mit der Kunststiftung Poll ein erstes Bestandsverzeichnis über die Malerin. Seit 2013 ist er Mitglied des Beirats der Kunststiftung Poll. 2014 kuratierte er eine Ausstellung über Munsky im Frauenmuseum, Bonn. Im Wintersemester 2022/2023 übernahm er eine Vertretungsprofessur für Cornelius Völker an der Kunstakademie Münster.
Neben der Malerei sammelt Schüler Arbeiten von anderen Künstlern und Künstlerinnen. Leihgaben aus seiner Sammlung von Maina-Miriam Munsky, Peter Sorge, Heike Ruschmeyer, Mommie Schwarz und Amanda Lear wurden zu Ausstellungen im Ludwig Forum für Internationale Kunst, in den Frauenmuseen Bonn und Hittisau, zu einer Ausstellung von Peter Tedden in Oberhausen und im Museum Reinickendorf in Berlin gezeigt. 2023 war er Leihgeber der Gemälde zur Ausstellung "Maina-Miriam Munsky. Im Kaltlicht der OP-Lampe", die zum 80. Geburtstag der Malerin im Wilhelm-Fabry-Museum ausgerichtet wurde.

## Werk
Themengebiete von Schülers gegenständlicher Ölmalerei sind Menschen- und Landschaftsdarstellungen, die Bezüge zur Deutschen Romantik herstellen. "In seinem Kern entspinnt das malerische Werk ein Netz realer und imaginierter Wahlverwandtschaften: es entwirft eine Welt voll bewusst gewählter Zugehörigkeiten." Motive bildeten Rheinlandschaften oder Porträts aus dem Familien- und Freundeskreis. In den 90er Jahren stand ihm wiederholt die Sängerin Amanda Lear Modell für seine Gemälde.
Seit 2015 reflektiert Schüler in seinen Gemälden die gesellschaftlichen und politischen Umstände, in denen er aufwuchs. "Hierzu gehörte für ihn zuallererst eine Auseinandersetzung mit dem Nationalsozialismus." 2016 malte er eine 21-teilige Bilderserie, Schwarze Blumen, zum Thema Auschwitz, darunter eine Porträtreihe von Häftlingen nach Aufnahmen des Lagerfotografen Wilhelm Brasse. Der Bilderzyklus wurde erstmals in der Städtischen Galerie Speyer ausgestellt. In der Bilderreihe Deutsche Landschaft, die seit 2017 entsteht, findet Schüler seine Motive in Städten wie Dresden und Frankfurt am Main, den Zentren der Deutschen Romantik, in Weimar als Gründungsort der ersten deutschen Republik, in Düsseldorf oder Berlin, die mit Titeln wie Berlin: Mai 1945, Weimar: Blick aus Goethes Wohnhaus in den Garten oder Dresden: Eingang Trinitatisfriedhof den Fokus auf historische Daten und zentrale Orte der Geschichte setzen. Mit einbezogen in die "Deutschen Landschaften" werden Gemälde von KZ-Gedenkstätten wie Auschwitz-Birkenau, Buchenwald, Flossenbürg oder Bergen-Belsen.

## Herausgeberschaft
Jan Schüler und Kunststiftung Poll, Berlin (Hrsg.), Maina-Miriam Munsky. Die Angst wegmalen. Bestandsverzeichnis der Gemälde und Zeichnungen 1964–1998. Mit einem Vorwort von Eva und Lothar C. Poll und Texten von Jan Schüler, Eckhart Gillen, Lucie Schauer, Heinz Ohff, Verlag Kettler, Bönen 2013, ISBN 978-3-86206-292-8.

## Arbeiten in öffentlichen Sammlungen
- Museum Angerlehner, Thalheim bei Wels[29]
- Oberhessisches Museum, Gießen
- Sammlung RheinRomantik, Bonn[30]
- PricewaterhouseCoopers GmbH WPG, Düsseldorf

## Einzelausstellungen (Auswahl)
- 1997 Die Förderpreisträger Jan Schüler und Thomas Stricker, Kunstraum Düsseldorf
- 2004 Jan Schüler, Oberhessisches Museum, Gießen
- 2008 Wir, Kunstverein, Friedberg
- 2010 Wahlverwandtschaften, Galerie Peter Tedden, Düsseldorf
- 2011 Stationen, Galerie Poll, Berlin
- 2012 Ausfahrt, Galerie Albert Baumgarten, Freiburg
- 2012 Heimspiel. Jan Schüler und Saskia Schüler, Kunsthalle Gießen
- 2012 Transit, 3 Punts Galeria, Barcelona
- 2014 Landschaften und Porträts, Galerie Poll, Berlin
- 2015 unverlierbar, Kunstverein Langenfeld
- 2017 Horizont. Porträts und Landschaften, Städtische Galerie Speyer
- 2017 Schwarze Blumen, Galerie Peter Tedden, Düsseldorf
- 2018 Transit: Berlin, Galerie Poll, Berlin
- 2021 Von Zeit und Strom. Stadt- und Landschaftsbilder, Galerie Peter Tedden, Düsseldorf
- 2023 Deutsche Landschaft, Galerie Poll, Berlin
- 2023 Deutsche Landschaft, Kunstverein Langenfeld
- 2024 German Landscape, 3 Punts Galeria, Barcelona[31]

## Gruppenausstellungen (Auswahl)
- 2000 Not a. Lear, Torch-Gallery, Amsterdam (mit Amanda Lear)[32][33]
- 2001 Und keiner hinkt. 22 Wege vom Schwegler wegzukommen, Museum Kurhaus Kleve und Kunsthalle Düsseldorf
- 2007 Sehnsucht Rhein. Romantik und Moderne. Die Sammlung Siebengebirge, Mittelrhein-Museum Koblenz
- 2010 Miraculum lucis, Kunstverein Langenfeld
- 2011 After the goldrush. Realistische Malerei des 21. Jahrhunderts aus Düsseldorf und Leipzig, Kunstverein, Speyer
- 2011 Gießener Ring, Neuer Kunstverein Gießen
- 2013 Beuysland ist abgebrannt. Galerie Peter Tedden zu Gast in Speyer, Kunstverein/Städtische Galerie Speyer
- 2017 Rheinische Landschaften im 20. Jahrhundert, Siebengebirgsmuseum, Königswinter
- 2018 Emschergold. Sammlung Tedden, Galerie Münsterland, Emsdetten
- 2019 Rheinblick, Kunstverein Xanten
- 2020 Porträts und Stadtansichten, Kunststiftung Poll, Berlin
- 2022 Das letzte Hemd hat keine Taschen, Galerie Peter Tedden/Kranhalle Oberhausen[34]
- 2022 Winterausstellung, Kunstverein Langenfeld
- 2022–2023 Kunst. Leben. Leidenschaft. 10 Jahre Museum Angerlehner. Die Sammlungsschau, Museum Angerlehner, Thalheim bei Wels
- 2023 Beyond Tags, 3 Punts Galeria, Barcelona
- 2024 Super, Helden!, Kunstraum Gewerbepark Süd, Hilden

## Buchgrafik und Umschläge
- zu Detlev Meyer, Heute nacht im Dschungel, Eremitenpresse, Düsseldorf 1992.
- zu Dagmar Nick, Lilith, eine Metamorphose, Eremitenpresse, Düsseldorf 1992.
- zu Joe Orton, Die Tagebücher, Rimbaud Verlag, Aachen 1995.
- zu Gideon Schüler, Stehen(d) bleiben Sisyphos, Edition Literarischer Salon, Gießen 1995.
- zu Gabriele Wohmann, Treffpunkt Wahlverwandtschaft, Eremitenpresse, Düsseldorf 1997.
- zu Hans Mayer, Wir Außenseiter. Eine Rede, Rimbaud Verlag, Aachen 2016, ISBN 978-3-89086-361-0.

## Werkdokumentation
- Jan Schüler. Förderpreiskatalog der Stadt Düsseldorf für Bildende Kunst, mit Texten von Jakob Glasbrenner und Heinz-Norbert Jocks, Ricker’sche Univ.-Buchh. Schüler, Gießen 1997.
- Jan Schüler. Lichter nachts auf dem Fluss, mit einem Text von Friedhelm Häring, Arthus Galerie, Zell a. H. 2007, ISBN 978-3-00-020898-0.
- Jan Schüler. Die Welt ist voll Licht. Werkverzeichnis 1978–2008, mit einem Text von Renate Schüler-Lamert und Jan Schüler, Verlag der Galerie Peter Tedden, Düsseldorf 2008, ISBN 978-3-940985-00-2.
- Jan Schüler. Wahlverwandtschaften, mit einem Text von Magdalena Kröner, Verlag der Galerie Peter Tedden, Düsseldorf 2010, ISBN 978-3-940985-15-6.
- Ute Riese (Hrsg.), Jan Schüler in Gießen, Leporello zur Ausstellung Heimspiel. Jan Schüler und Saskia Schüler, Kunsthalle Gießen, 2012.
- Jan Schüler. Wir sind Erinnerung. Wir sind elektrisch, mit einem Textauszug von Thomas Wolfe, Verlag der Galerie Peter Tedden, Düsseldorf 2013, ISBN 978-3-940985-32-3.
- Jan Schüler. Schwarze Blumen. Mit Texten von Franz Dudenhöffer, Eckhart Gillen, Rissa und Jan Schüler. Galerie Peter Tedden/Städtische Galerie Speyer 2017, ISBN 978-3-940985-52-1.
- Jan Schüler. Deutsche Landschaft. Mit Texten von Nana Poll, Magdalena Kröner, Marita Keilson-Lauritz, Jan Schüler, Gideon Schüler, POLLeditionen, Berlin 2023, ISBN 978-3-9822971-9-4.